# Route der Industriekultur Rhein-Main Mainspitze

Logo der Route der Industriekultur Rhein-Main

Die Route der Industriekultur Rhein-Main Mainspitze ist eine Teilstrecke der Route der Industriekultur Rhein-Main an der Mainspitze und umfasst die beiden hessischen Gemeinden Bischofsheim und Ginsheim-Gustavsburg. Das Projekt versucht, Denkmäler der Industriegeschichte im Rhein-Main-Gebiet zu erschließen.

## Liste der Routen an der Mainspitze

### Bischofsheim
| Neuer Bahnhof Bischofsheim      | um 1900 | Zeittypischer Heimatstil mit Anklängen an Fachwerk                                |  |
| Wasserturm                      | 1912    | Verputztes Ziegelmauerwerk auf rotem Sandsteingeschoss                            |  |
| Fußgängersteg                   | 1900    | genietete dreifeldrige Stahlfachwerk-Kastenbrücke (Ende November 2013 demontiert) |  |
| Alter Bahnhof                   | 1862    | Bahnhof der Ludwigsbahn in zeittypischer Bahnhofsarchitektur                      |  |
| Güterschuppen                   | 1935    | Fassade aus rotem Ziegelmauerwerk                                                 |  |
| Lehrstellwerk                   | um 1912 | diente wahrscheinlich der Ausbildung von Stellwerkspersonal                       |  |
| Lokwerkstatt                    | 1868    | ursprüngliche Lokomotivhalle                                                      |  |
| Ringlokschuppen und Drehscheibe | um 1902 | Letzter erhaltener Ringlokschuppen im Rhein-Main-Gebiet                           |  |
| Transformatorenhaus             | 1926    | Massives Ziegelmauerwerk mit Zickzack-Bändern                                     |  |
| Siedlung „Jerusalem“            | 1927/28 | Arbeitersiedlung nach Plänen des Bahnarchitekten Hans Kleinschmidt                |  |

### Ginsheim-Gustavsburg
| MAN-Werk Gustavsburg               |           | Das Werk der MAN zählt zu den bedeutendsten Industrieansiedlungen im Rhein-Main-Gebiet |  |
| MAN Rahmenteilefertigung           | ab 1900   | filigrane Stahlkonstruktion mit Klinkerfassade |  |
| MAN Grobblechfertigung             | 1906-08   | 3-schiffige Halle, sogenanntes Südwerk |  |
| MAN Längsträgerfertigung           | 1970      | Stahlbauhalle mit verschiedenen Erweiterungen |  |
| MAN Kranbahn / Montageplatz        |           | zweireihige Kranbahn mit Laufkränen |  |
| Gerberträger                       | 1861      | Die Techniker Heinrich Gerber und Johann Ludwig Werder waren bei Klett & Co. (Vorläufer der MAN) verantwortlich für die Konzeption und Durchführung der Mainzer Südbrücke. Der von den beiden weiterentwickelte Fischbauchträger (Obergurt als starker Druckbalken, Untergurt als schmales Zugseil) trägt daher den Namen Gerberträger. Ein original erhaltener Träger von 1861 welcher ursprünglich in der Rampe der Eisenbahnbrücke verwendet wurde, steht heute auf dem Werksgelände als Denkmal. |  |
| Ehemaliges MAN-Verwaltungsgebäude  | 1900      | Renaissance-Architektur |  |
| Gerber-Haus                        | 1861      | Verwaltungsgebäude des Unternehmens Klett, heute Jugendzentrum |  |
| Rheinhafen                         |           | |  |
| Cramer-Klett-Siedlung              | ab 1897   | Arbeitersiedlung nach Plänen von Karl Hofmann |  |
| Cramer-Klett-Siedlung: Stahlhäuser | 1948–1953 | Zehn Musterhäuser des MAN-Hausbausystems aus Stahl |  |
| Kostheimer Brücke                  |           | Die Straßenbrücke zwischen Mainz-Kostheim (Hauptstraße) und Ginsheim-Gustavsburg (Darmstädter Landstraße) ist Bestandteil der Bundesstraße 43 |  |
| Bahnhof Gustavsburg                | 1888      | denkmalgeschütztes Empfangsgebäude |  |
| Schiffswerft Gustavsburg           | 1886      | gegründet vom Mainzer Schiffsbauer Franz Schmidt |  |
| Hochheimer Brücke                  | 1904      | vierteilige Stahlbrücke mit Portalen aus rotem Sandstein |  |